# Resident Evil: The Mercenaries 3D
Resident Evil: The Mercenaries 3D, in Japan: Biohazard: The Mercenaries 3D (jap. バイオハザード ザ・マーセナリーズ 3D, Baiohazādo: Za Māsenarīzu 3D), ist ein Videospiel aus dem Jahre 2011. Es ist der Kategorie Survival Horror zuzuordnen und ist ein Ableger der Resident-Evil-Reihe für den Nintendo 3DS. Es erschien in Japan am 2. Juni, in den USA am 28. Juni und in Europa am 1. Juli.

## Handlung
Anders als in anderen Spielen der Reihe, geht es in diesem um das Ausschalten möglichst vieler Gegner, meist Zombies oder Mutanten, bekannt aus den Teilen Resident Evil 4 und Resident Evil 5, in einem bestimmten Zeitlimit. Der Modus ist außerdem aus diesen beiden Spielen bekannt.
Da es in The Mercenaries 3D nur um das Ausschalten verschiedener Gegner geht, ist dadurch keine weitergehende Handlung vorhanden, dennoch kann man mit Spielfiguren aus früheren Teilen der Serie interagieren. Zur Verfügung stehen alte Bekannte, wie Chris Redfield, Jill Valentine, Albert Wesker, Claire Redfield, Jack Krauser, Barry Burton, Rebecca Chambers und Hunk. Die Maps sind aus Resident Evil 4 und Resident Evil 5 bekannt, beispielsweise Das Schiffsdeck oder Die Minen.

## Spielmechanik
Wie in den letzten beiden Teilen wird hier auch aus der Third-Person-Perspektive gespielt. Dabei kann man auch auf die Ego-Perspektive wechseln. Mit den verschiedenen Punkten, die man durch das Spiel enthält, kann man neue Karten und Charaktere freischalten. Während man auf den oberen Bildschirm des 3DS den Hauptverlauf des Spiels sieht, kann man auf den unteren Bildschirm, den sogenannten Touchscreen, Waffen wechseln, Kräuter oder Sprays für Heilungen nutzen und sehen, wo man sich im Gebiet befindet.